# Abbaye Notre-Dame-de-Guadalupe (Oregon)
Ne pas confondre avec le Monastère royal de Santa María de Guadalupe, situé en Espagne.
L'abbaye Notre-Dame-de-Guadalupe est une abbaye de moines trappistes située à quelques kilomètres au nord de Lafayette, dans l'Oregon, mais sur le territoire de Carlton.
Fondée au Nouveau-Mexique en 1948, l'abbaye se déplace en 1955 à proximité de Portland.

## Site de l'abbaye
L'abbaye est située sur la frange occidentale de la vallée de la Willamette, à quelques kilomètres au nord de Lafayette. Plus précisément, la communauté est située sur le revers occidental des Dundee Hills, sur une croûte basaltique très difficile à mettre en culture, et donc inhabitée jusqu'à l'arrivée des moines. C’est la plus septentrionale des abbayes cisterciennes américaines,.

## Histoire

### Fondation
En 1948, l'abbaye de Valley Falls, dans le Rhode Island, fonde une abbaye-fille au Nouveau-Mexique, qui prend le nom de Notre-Dame de la Vallée. Celle-ci est canoniquement érigée en abbaye dès 1950. Mais, très rapidement, le lieu se révèle inapproprié à l'établissement durable d'une communauté religieuse. Le chapitre général autorise en 1952 les trappistes à chercher un nouvel emplacement. Le site de Lafayette est repéré en 1953, des premiers bâtiments provisoires construits en 1954. Le 1er mars 1955, le site du Nouveau-Mexique est abandonné et les cisterciens viennent refonder l'abbaye dans l'Oregon. Le nouveau monastère prend le nom de Notre-Dame de Guadalupe.

### Liste des responsables et abbés
- Columban Hawkins, supérieur de décembre 1947 au 23 novembre 1950 puis abbé de cette date jusqu'au 20 juillet 1969
- Benedict Griesemer, abbé du 4 août 1969 au 9 novembre 1973
- Bernard McVeigh, supérieur ad nutum du 20 novembre 1973 au 4 novembre 1974 puis abbé de cette date au 5 janvier 1994[3]
- Peter McCarthy, abbé depuis 1994

## Vie de la communauté
La propriété des moines s'étend sur 1 343 acres, soit environ cinq cent quarante hectares, dont une grande partie de forêts protégées par l'Oregon Board of Forestry (en).
La communauté a lancé en 1970 des activités de menuiserie et de reliure. Depuis 1981, les moines confectionnent également des gâteaux aux fruits qu'ils vendent à l'extérieur. Enfin, en 1994, ils lancent une activité de vieillissement du vin,. En parallèle, une demande de retraite spirituelle est satisfaite à partir de 1977 par la construction d'une hôtellerie d'accueil permettant de recevoir des groupes et des personnes en quête spirituelle.
Un lien fort est maintenu entre la communauté de Notre-Dame-de-Guadalupe et l'ancienne abbaye Notre-Dame de Jordan (en), également située en Oregon, où les moines trappistes de Fontgombault avaient trouvé refuge lors de l'expulsion des congrégations en 1904.
En 2021, la communauté compte dix-neuf moines, ainsi qu'un couple gérant l'usine et l'intendance.

## Architecture
Compte tenu des ressources naturelles présentes sur le site, l'abbaye a été construite en bois, plus précisément en pin Douglas de l'Oregon, une essence locale. Les poutres sont extérieurement recouvertes de planches de cèdre et intérieurement d'épicéa commun.
Outre le monastère principal, les moines ont bâti une chapelle au sommet des Dundee Hills, qui offre un panorama large sur les environs.